# ماریافه آرتاچو دل سولار
ماریافه آرتاچو دل سولار (اسپانیایی: Mariafe Artacho del Solar‎؛ زادهٔ ۲۴ اکتبر ۱۹۹۳) بازیکن والیبال ساحلی اهل استرالیا است.